# Alsys
Alsys était un éditeur d'environnements de programmation connu, à la fin du XXe siècle, comme spécialiste du langage de programmation Ada. La société fondée en 1980 en France par Jean Ichbiah, principal concepteur du langage de programmation Ada, s'était également développée aux États-Unis à partir de 1983 et au Royaume-Uni à partir de 1985.

## Historique
Le langage de programmation Ada a été conçu par Jean Ichbiah à la suite d'un appel d'offres du département de la Défense des États-Unis (DoD) en 1979. Jean Ichbiah crée la société en 1980 puis développe ses activités en créant Alsys Inc aux États-Unis en 1983 et Alsys Ltd. au Royaume-Uni en 1985.
L'acronyme Alsys correspondrait à Ada Language Systems, ou Applications logicielles et systèmes,.
En 1986, un groupe d'investisseurs mené par la Banexi renforce le capital.
Les bureaux sont à La Celle-Saint-Cloud, en France ; la société compte jusqu'à soixante-dix personnes à la fin des années 1980.
Après avoir déposé son bilan en juillet 1991, elle est achetée en novembre 1991 par la société Thomson-CSF qui — responsable de très nombreux développements en Ada — veut maîtriser la technologie des compilateurs,.
Thomson-CSF achète ensuite la société TeleSoft ; Alsys absorbe TeleSoft. En 1995, Thomson-CSF achète la société MUST Software (Norwalk, Connecticut) qu'elle fusionne avec Alsys pour donner naissance à la société Thomson Software Products (TSP).
En novembre 1996, TSP fusionne avec la société Interactive Development Environments, Inc. et prend le nom Aonix, société vendue en décembre 1998 à la société Gores Technology Group.
En 2010, Aonix fusionne avec Artisan Software Tools pour former Atego (Issy les Moulineaux rcs 518-863-360). Cette dernière entreprise est vendue en juillet 2014 à PTC Inc..

## Activités
Alsys développait et commercialisait des compilateurs de ce langage Ada. Le premier et principal client fut le département de la Défense des États-Unis qui fut le premier utilisateur important du langage Ada.
En janvier 1986, Alsys annonce la disponibilité du compilateur sur PC-AT. En 1987, le compilateur AdaWorld pour IBM PC dispose d'un microprocesseur 80286 et tourne dans une configuration à mémoire « étendue » (passage en mode protégé du microprocesseur pour gérer plus de 1 Mo de mémoire). Ce compilateur utilise le système classique des disquettes DOS (5 pouces 1/4). Les performances étaient celles de l'époque : une centaine de lignes de code en quelques minutes. La société fait ensuite évoluer ses compilateurs vers UNIX (Sun et HP) et cible également le marché de l'embarqué (compilateurs croisés vers Intel 8086, 80286 ou Motorola 68020).
En 1988, IBM UK signe des accords avec Alsys Ltd. pour assurer la commercialisation des outils développés par Alsys.
Le fait que les outils de production de logiciel en langage Ada, développés par Alsys, aient été qualifiés par les autorités de certification a amené nombre d'organisations, tant dans le domaine de la défense que dans celui de l'aviation civile, à utiliser ces outils,.
En 1994, l'ADA Yearbook citait les compilateurs sous Posix, sur machines SPARC, etc. puis en 1995, la prise en compte des fonctionnalités de l'OSF Motif (X-Windows).
Un effort particulier était porté sur la formation et la documentation. Alsys proposait ainsi des séminaires sur le langage Ada, souvent animés par Jean Ichbiah. En 1987, le Software Engineering Institute (SEI) de l'université Carnegie-Mellon qualifie la documentation d'utilisation de « fair ».
Alsys éditait les deux ouvrages de référence : le Manuel de Référence Ada et le Rationale for the design of the Ada Programming language, ainsi que de nombreux ouvrages destinés aux utilisateurs de ses outils. Ses collaborateurs publiaient également dans les congrès internationaux.

## Personnalités liées à l'entreprise
- Jean-Loup Gailly
- Jean Ichbiah